# Élections législatives albanaises de 2025
Les élections législatives albanaises de 2025 (en albanais : Zgjedhjet parlamentare në Shqipëri, 2025) ont lieu le 11 mai 2025 afin d'élire les 140 députés de la 10e législature de l'Assemblée d'Albanie pour un mandat de quatre ans.

## Contexte
Les élections législatives d'avril 2021 voient la victoire du Parti socialiste d'Albanie (PSSh), qui remporte la majorité absolue des sièges. Ce résultat permet au Premier ministre sortant Edi Rama de se maintenir pour un troisième mandat, une première dans le pays depuis le rétablissement du multipartisme en 1991.
Une enquête du média d'investigation BIRN soutient que la police a choisi d'ignorer les preuves d’achats de votes par le Parti socialiste.
La vie politique de l'Albanie est agitée et parfois violente depuis les années 1990. Les résultats des élections sont systématiquement contestés par les perdants et donnent lieu à des accusations de fraude. Les achats de vote sont également fréquents dans les quartiers pauvres.

## Système électoral

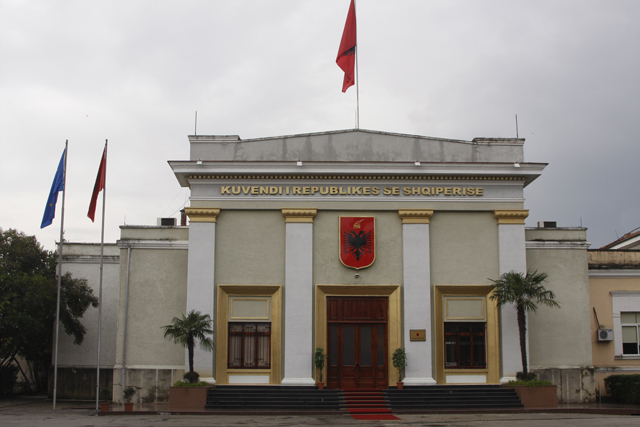
Bâtiment de l'Assemblée (Tirana).

L'Assemblée (Kuvendi) est le parlement unicaméral de la république d'Albanie. Elle est composée de 140 députés élus pour une législature de quatre ans au scrutin proportionnel plurinominal avec listes ouvertes et un seuil électoral de 1 % au niveau national.
Les sièges sont répartis dans 12 circonscriptions, correspondant aux préfectures du pays, à raison de 4 à 36 sièges par circonscription selon leur population. Après décompte des suffrages, les sièges sont attribués à chaque liste selon la méthode d'Hondt. 
Les listes sont semi-ouvertes : l'électeur peut exprimer un vote préférentiel pour un candidat de la liste choisie. Le système possède cependant la particularité de permettre aux partis de présenter des listes dont les candidats sont répartis en deux groupes. Tous voient leur place dans leur groupe déterminée par le nombre de votes préférentiels réunis sur leur nom, mais ceux du premier groupe se voient élus en priorité, tandis que ceux du second groupe ne peuvent monter dans le premier que s'ils obtiennent au moins 10 000 voix de préférence. Ils remplacent les candidats du premier groupe ayant reçu à la fois le moins de suffrages préférentiels et moins de votes préférentiels que les promus du second groupe. Le vote n'est pas obligatoire.

## Campagne

### Principales forces en présence
| Liste | Liste | Liste   | Positionnement et idéologie                                | Chef de file                | Résultats précédents | Résultats précédents | Sièges actuels |
| Liste | Liste | Liste   | Positionnement et idéologie                                | Chef de file                | %                    | Sièges               | Sièges actuels |
| ----- | --- | ------- | ---------------------------------------------------------- | --------------------------- | -------------------- | -------------------- | -------------- |
|       | Parti socialiste d'Albanie | PS      | Centre gauche Social-démocratie, social-libéralisme        | Edi Rama (Premier ministre) | 48,67                | 74 / 140             | 76 / 140       |
|       | Alliance pour une grande Albanie - Parti démocrate d'Albanie - Parti de la liberté - Parti républicain d'Albanie - Parti pour la justice, l'intégration et l'unité - Parti agrarien environnementaliste - Parti Mouvement Légalité - Parti de l'Union pour les droits de l'homme | PD-AShM | Centre droit à droite Conservatisme, démocratie chrétienne | Sali Berisha                | 46,24                | 62 / 140             | 50 / 140       |
|       | Parti social-démocrate | PSD     | Centre gauche Social-démocratie                            | Tom Doshi                   | 2,25                 | 3 / 140              | 3 / 140        |
|       | Droit au Développement - Djathtas 1912 - Mouvement pour le développement national | DZh     | Centre droit à droite Conservatisme                        | Dashamir Shehi              | –                    | 1 / 140              | 5 / 140        |
|       | Coalition euro-atlantique | KEA     | Centre droit Conservatisme libéral                         | Lulzim Basha                | –                    | –                    | 4 / 140        |
|       | Parti de l'opportunité | PM      | Centre droit Europhilie                                    | Agron Shehaj                | –                    | –                    | 1 / 140        |

## Résultats
|                          |                                                            |           |       |       |        |               |  |  |  |  |  |  |  |  |
| Partis                   | Partis                                                     | Voix      | %     | +/-   | Sièges | +/-           |  |  |  |  |  |  |  |  |
|                          | Parti socialiste d'Albanie (PS)                            | 856 318   | 53,27 | 4,60  | 83     | 9             |  |  |  |  |  |  |  |  |
|                          | Parti démocrate-Alliance pour une grande Albanie (PD-AShM) | 529 435   | 32,93 | 13,31 | 50     | 12            |  |  |  |  |  |  |  |  |
|                          | Coalition Initiative-L'Albanie en devenir (NSHB)           | 64 268    | 4,00  | 3,75  | 1      | 1             |  |  |  |  |  |  |  |  |
|                          | Parti social-démocrate d'Albanie (PSD)                     | 49 890    | 3,10  | 0,85  | 3      | en stagnation |  |  |  |  |  |  |  |  |
|                          | Parti de l'opportunité (PM)                                | 49 006    | 3,05  | Nv    | 2      | 2             |  |  |  |  |  |  |  |  |
|                          | Mouvement Ensemble (LB)                                    | 24 621    | 1,53  | Nv    | 1      | 1             |  |  |  |  |  |  |  |  |
|                          | Coalition euro-atlantique (KEA)                            | 20 864    | 1,30  | Nv    | 0      | en stagnation |  |  |  |  |  |  |  |  |
|                          | Droit au Développement (DZh)                               | 6 022     | 0,37  | Nv    | 0      | 1             |  |  |  |  |  |  |  |  |
|                          | Parti de l'Alliance nationale albanaise (AKSH)             | 3 787     | 0,24  | Nv    | 0      | en stagnation |  |  |  |  |  |  |  |  |
|                          | Mouvement pour la patrie (LA)                              | 2 255     | 0,14  | Nv    | 0      | en stagnation |  |  |  |  |  |  |  |  |
|                          | Parti de l’Alliance pour une nouvelle démocratie (ADR)     | 1 127     | 0,07  | 0,13  | 0      | en stagnation |  |  |  |  |  |  |  |  |
|                          |                                                            |           |       |       |        |               |  |  |  |  |  |  |  |  |
| Votes valides            | Votes valides                                              | 1 607 593 | 98,49 |       |        |               |  |  |  |  |  |  |  |  |
| Votes blancs et nuls     | Votes blancs et nuls                                       | 57 530    | 1,51  |       |        |               |  |  |  |  |  |  |  |  |
| Total                    | Total                                                      | 1 632 214 | 100   | –     | 140    | en stagnation |  |  |  |  |  |  |  |  |
| Abstentions              | Abstentions                                                | 2 081 683 | 56,05 |       |        |               |  |  |  |  |  |  |  |  |
| Inscrits / participation | Inscrits / participation                                   | 3 713 897 | 43,95 |       |        |               |  |  |  |  |  |  |  |  |